# Konur
Konur (kurd. Nixayila) ist ein Dorf im Landkreis Şemdinli, Provinz Hakkâri. Es befindet sich im Südosten der Türkei. Konur liegt auf 1.300 m über NN, 45 km westlich der Kreisstadt. Zum Dorf gehört eine Grundschule. Die Straßen zum Dorf sind unbefestigt, die Elektrizitätsversorgung ist unzuverlässig.
Im Jahre 2000 lebten hier 818 Menschen., 2012 insgesamt 1143. In der Umgebung des Dorfes kommt es immer wieder zu Kämpfen zwischen Sicherheitskräften und den Guerillakräften der Arbeiterpartei Kurdistans. Im September 1992 fielen 22 Soldaten einem Angriff der PKK zum Opfer. Im Oktober 2008 griff die PKK den Grenzschutzposten Aktütün (kurd. Bezele) an. Dabei kamen 38 Menschen, darunter 23 Angreifer, ums Leben. Der Weiler Aktütün (türk. Aktütün Mezrası) gehört verwaltungstechnisch zu Konur.